# Granträsket (Älvsbyn)
Granträsket, Groot moerasmeer, is een meer in Zweden, in de gemeente Älvsbyn. Het ligt 15 km ten zuiden van de plaats Älvsbyn. De Borgforsrivier komt er doorheen en in het zuiden ligt er het Lillträsket, Klein moerasmeer.
Er zijn in Norrbottens län twee andere meren die Granträsket heten.